# Аблензевел
Аблензевел (фр. Ablainzevelle) насеље је и општина у североисточној Француској у региону Север-Па де Кале, у департману Па де Кале која припада префектури Арас.
По подацима из 2011. године у општини је живело 203 становника, а густина насељености је износила 46,99 становника/km². Општина се простире на површини од 4,32 km². Налази се на средњој надморској висини од 139 метара (максималној 144 m, а минималној 116 m).

## Демографија
| 1962. | 1968. | 1975. | 1982. | 1990. | 1999. | 2011. |
| ----- | ----- | ----- | ----- | ----- | ----- | ----- |
| 168   | 156   | 151   | 141   | 163   | 172   | 203   |

График промене броја становника у току последњих година